# Jake Weimer
Jake Weimer   (Idaho, 17 de desembre de 1987) és un antic pilot professional de motocròs nord-americà. Va competir als Campionats AMA entre el 2006 i el 2018 i en va guanyar un títol de supercross, concretament, el de 250cc de la Regió Oest del 2010. A banda, el 2009 va ser membre de l'equip dels Estats Units que va guanyar el Motocross des Nations.

## Palmarès
Títols per any
| Any  | Equip    | Campionat             | Classe       |
| ---- | -------- | --------------------- | ------------ |
| 2009 | Kawasaki | Motocross des Nations | -            |
| 2010 | Kawasaki | AMA Supercross        | 250cc (West) |